# Ferguson (Misuri)
Ferguson es una ciudad ubicada en el condado de San Luis en el estado estadounidense de Misuri. En el Censo de 2010 tenía una población de 21.203 habitantes y una densidad poblacional de 1.319,98 personas por km².

## Geografía
Ferguson se encuentra ubicada en las coordenadas 38°44′56″N 90°17′45″O / 38.74889, -90.29583. Según la Oficina del Censo de los Estados Unidos, Ferguson tiene una superficie total de 16,06 km², de la cual 16,04 km² corresponden a tierra firme y (0,13%) 0,02 km² es agua.

## Demografía
Según el censo de 2010, había 21.203 personas residiendo en Ferguson. La densidad de población era de 1.319,98 hab./km². De los 21.203 habitantes, Ferguson estaba compuesto por el 67,43% negros, 29,27% blancos, el 0,38% eran amerindios, el 0,49% eran asiáticos, el 0,2% eran isleños del Pacífico, el 0,43% eran de otras razas y el 1,99% pertenecían a dos o más razas. Del total de la población el 1,23% eran hispanos o latinos de cualquier raza.